# قالب التصميم

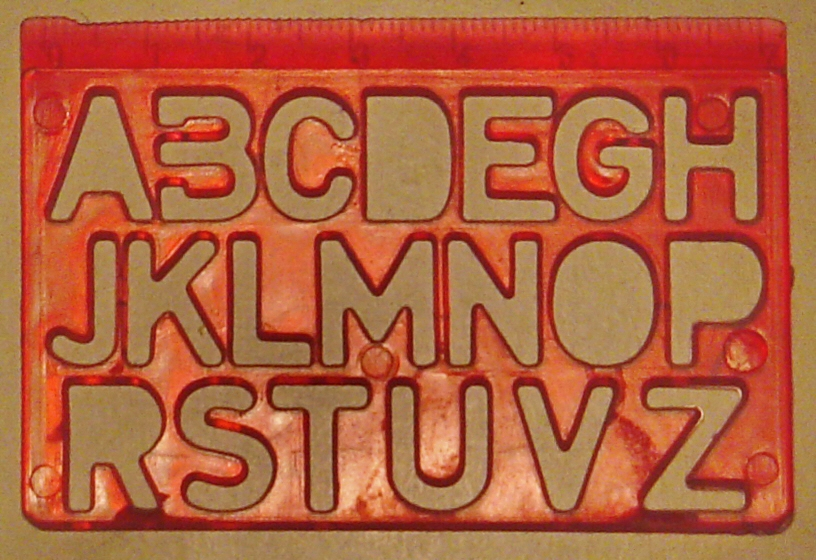

قالب التصميم هو حل لمشكلة في التصميم قابل لإعادة الاستخدام. تم تقديم الفكرة من قبل مهندس العمارة كريستوفر اليكزاندر، وتم إعتمادها في عدة مجالات، أهمها علم الحاسب.
على سبيل المثال وحسب أعمال كريستوفر أليكساندر، موقف الباص وغرفة الإنتظار بمركز جراحي ينطوون تحت قالب واحد وهو "مكان الإنتظار"